# Eurynogaster maculata
Eurynogaster maculata är en tvåvingeart som beskrevs av Octave Parent 1939. Eurynogaster maculata ingår i släktet Eurynogaster och familjen styltflugor. Inga underarter finns listade i Catalogue of Life.